# Claus Juell
Claus Ludvig Juell (ur. 5 lutego 1902 w Moss, zm. 19 grudnia 1979 tamże) – norweski żeglarz, olimpijczyk, zdobywca złotego medalu w regatach na Letnich Igrzyskach Olimpijskich w 1920 roku w Antwerpii.
Na Letnich Igrzyskach Olimpijskich 1920 zdobył złoto w żeglarskiej klasie 10 metrów (formuła 1907). Załogę jachtu Eleda tworzyli również Erik Herseth, Sigurd Holter, Ole Sørensen, Peter Jamvold, Gunnar Jamvold i Ingar Nielsen.